# Protoclytra subglabrata
Protoclytra subglabrata es una especie de insecto coleóptero de la familia Chrysomelidae.
Fue descrita científicamente en 1993 por Medvedev.